# Friedrich Bernhard Marby
Friedrich Bernhard Marby (* 10. Mai 1882 in Aurich; † 3. Dezember 1966 in Stuttgart) war ein deutscher Verleger, Okkultist und Esoteriker.

## Leben
Friedrich Bernhard Marby lernte Schriftsetzer und begann in der Verlagswelt zu arbeiten. Er war in die Zeitungs- und Buchproduktion involviert. Zu seinen Steckenpferden zählten Astrologie, Homöopathie und Okkultismus. In den 1920ern führte er einen eigenen Verlag mit völkischer und esoterischer Literatur und gab seine eigene Zeitschrift Der eigene Weg heraus. Zu seinen wichtigsten Werken zählen vier Werke zur sogenannten Runengymnastik, einer Lehre, die fernöstliche Praktiken wie Yoga, Tai-Chi und Reiki mit der Runenlehre der völkischen Esoterik nach Guido von List und der gerade in Mode befindlichen Freikörperkultur mischte. Zusammen mit dem (später verfeindeten) Siegfried Adolf Kummer sah er sich als „Werkzeug der Götter“ und Berufenen an, der aus den verschiedenen Runen bestimmte Meditationshaltungen herauslesen konnte. Er gründete 1931 den Bund der Runenforscher, der jedoch weitestgehend erfolglos blieb.
Während Kummer während der Zeit des Nationalsozialismus sich mit dem Regime arrangierte, erging es Marby wesentlich schlechter. Sein Verlag ging 1936 bankrott. Mit den neuen Machthabern versuchte sich Marby auch zu arrangieren. Der bekennende Antisemit war Förderndes Mitglied der SS. Dies schützte ihn jedoch nicht vor Verfolgung. Er wurde als anti-nationalsozialistischer Okkultist denunziert und  1938 verhaftet. Von da an verbrachte er insgesamt 97 Monate in Schutzhaft. Er wurde von den Nationalsozialisten sowohl als politischer als auch als krimineller Häftling geführt und war zunächst im KZ Welzheim und anschließend Flossenbürg inhaftiert, bevor er ins KZ Dachau gebracht wurde. Am 29. April 1945 wurde er befreit.
Nach dem Zweiten Weltkrieg versuchte er seine früheren Tätigkeiten wieder aufzunehmen. Er erhielt keine Entschädigung für seinen KZ-Aufenthalt auf Grund seines nachgewiesenen Antisemitismus. Der Marby-Verlag wurde neu gegründet. Marby hatte noch eine kleine Schar von Anhängern, für die er Rundbriefe sowie diverse Bücher verfasste. Er gab außerdem die Zeitschrift Forschung und Erfahrung heraus. 1966 verstarb er in Stuttgart.

## Rezeption
Marbys Wirken vor und nach der Zeit des Nationalsozialismus blieb relativ erfolglos. Zwar konnte er eine gewisse Anhängerschaft mobilisieren, doch blieben die Mitgliederzahlen seiner Vereine marginal. Karl Spiesberger führte Marbys Ideen in den 1950ern fort. Teile von Marbys Lehren wurden vom Armanen-Orden aufgegriffen. Marby selbst wurde in den 1980er Jahren durch den esoterischen Verleger Rudolf Spieth wiederentdeckt, der einige seiner Werke wieder herausbrachte  und der seinen Verlag als Nachfolger des Marby-Verlags versteht. Die esoterische Szene verkauft Marby heute als erbitterten Hitler-Gegner, der er nie war. Seine Haftzeit wurde auf „99“ Monate ausgedehnt, um der Zahlenmystik Rechnung zu tragen.
Eine Quellen- und Literatursammlung zu ihm liegt im Archiv des Niedersächsischen Institut für Sportgeschichte.

## Werke
- Ist Hypnose schädlich?. Stuttgart: Selbstverlag 1924
- Die Sprache des Kopfes. Stuttgart: Selbstverlag 1924
- Die Kreuzesform in Fleisch und Blut. Stuttgart: Selbstverlag 1924
- Aus dem Liebes- und Geschlechtsleben des Weibes. Stuttgart: Selbstverlag 1924
- Hamburger Uranus-Kalender. Uranus-Verlag 1928
- Runenschrift, Runenwort, Runengymnastik. Stuttgart: Marby-Verlag 1931
- Marby-Runen-Gymnastik. Stuttgart: Marby-Verlag 1932
- Runen raunen richtig Rat!. Stuttgart: Marby-Verlag 1934
- Rassische Gymnastik als Aufrassungsweg  – Buch 1: Weltanschaulich religiöse Grundlagen. Stuttgart: Marby-Verlag 1935
- Rassische Gymnastik als Aufrassungsweg  – Buch 2: Die Rosengärten und das ewige Land der Rasse. Stuttgart: Marby-Verlag 1935
- Die drei Schwäne. Stuttgart : Marby-Verlag 1957.
- Der Weg zu den Müttern inmitten der Kette der Wiedergeburten, wiederentdeckt in dem Raunen der Runen und der Technik der Runen-Übungs-Anlagen. Stuttgart: Marby-Verlag 1957
- Sonne und Planeten im Tierkreis. Stuttgart: Spieth Verlag 1975, ISBN 3-88093-003-1
- Astrologische Namensdeutung. Name, Wesensart und Schicksal. Spieth Verlag, Berlin 1996, ISBN 3-88093-007-4